# Reykjahlíð

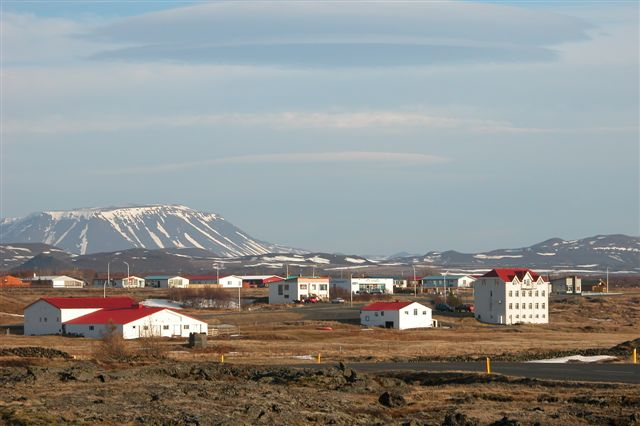
Reykjahlíð

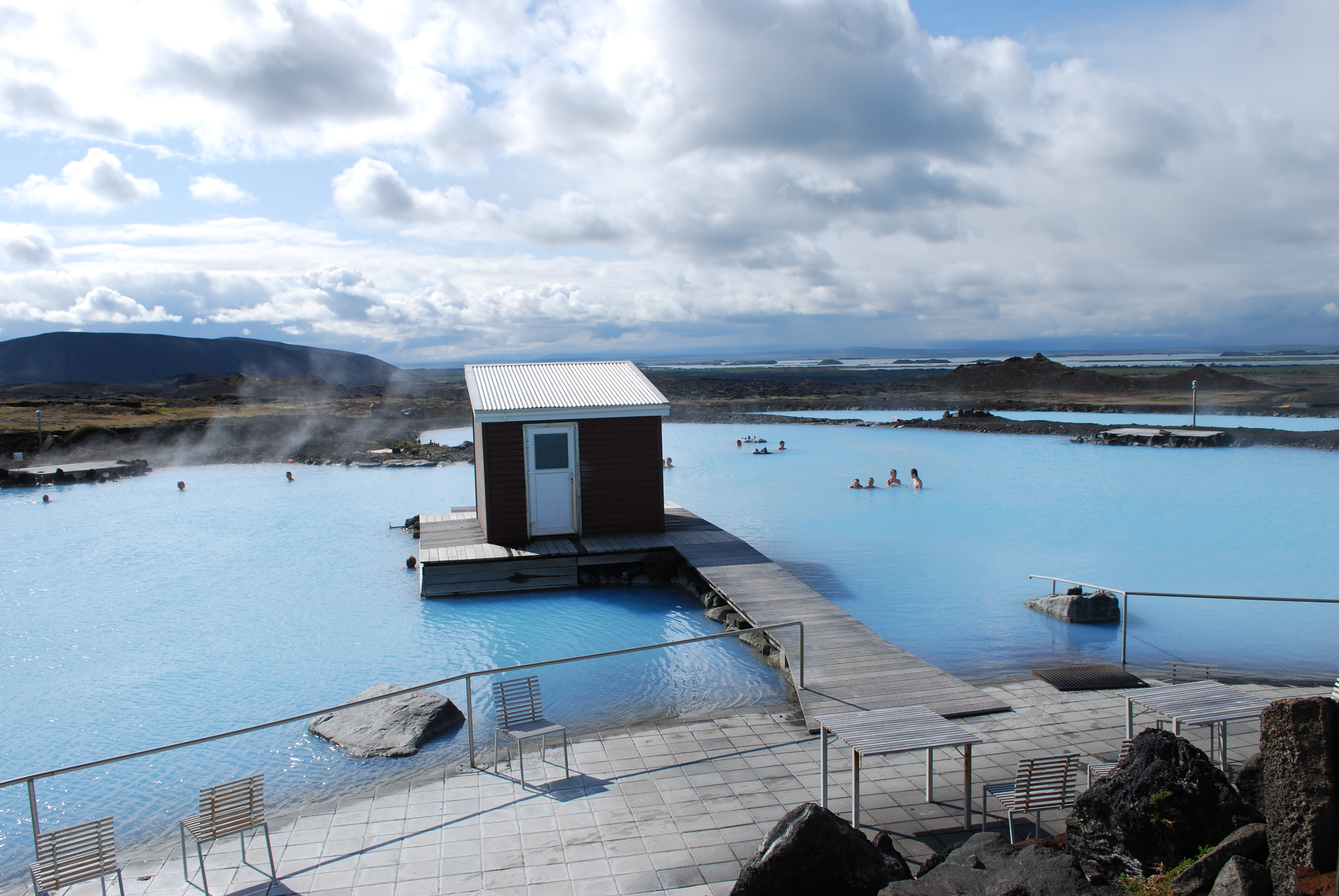
Modrá laguna poblíž obce

Reykjahlíð je vesnice na severovýchodě Islandu. Leží u jezera Mývatn. Žije zde 192 obyvatel. Zeměpisné souřadnice jsou 65°39' severní šířky a 16°55' západní délky. Vesnicí prochází hlavní okružní islandská silnice. Východně od vesnice se nachází sopka Námafjall.
Vesnice byla zničena 27. srpna 1729 lávovými proudy po výbuchu Krafly, dřevěný kostel však přežil. Vesnice byla obnovena, kostel pak byl na stejném místě znovu vystavěn v letech 1876 a 1962.